# 痛快TV スカッとジャパン
『痛快TV スカッとジャパン』（つうかいティーヴィー スカッとジャパン）は、フジテレビ系列で2014年10月20日から2022年3月21日まで月曜20時台にレギュラー放送され、以降は不定期で放送されているドラマ型バラエティ番組。通称は「スカッとジャパン」。
番組のコンセプトおよびキャッチコピーは「世の中の（あなたの）ムカッとをスカッとに変える」。
レギュラー放送時代には、2020年から通常の内容とは異なる『スカッとジャパン特別版』も不定期放送されていた。

## 概要
身の回りにいる身勝手な人たちによって「ムカッとした」ことに対して、機転やアイディアによって「スカッとした」話を募集し、それらをショートドラマ化して紹介するバラエティ番組。
ゲストパネラーはVTRを見て「ムカッと」した場合、テーブルの「ムカッとボタン」を連打してその度合いを背後のパネルに表示する。また、VTR終了後にはその結末に対してどれだけ「スカッと」したかを、「スカッとボタン」を押し込むことで判定する。2015年3月2日放送の第13回からは、完全に「スカッと」せずに「スカッとボタン」を半押しすると、「ちょいスカッ」と表示されるようになったほか、ショートドラマ案の投稿採用への賞金3万円とは別に、悪役へのファンレターなどが紹介されれば賞金3千円が贈呈されるようになった。なお、データ放送で視聴者も「ムカッと」「スカッと」を押せた。
MCの内村がフジテレビの月曜20時台にレギュラー番組を担当するのは、1994年4月 - 同年9月放送の『ゲッパチ!UNアワー ありがとやんした!?』以来20年ぶりで、単独では初となった。また、フジテレビのプライムタイムのレギュラー番組を担当するのは2009年4月 - 2010年9月放送の水曜22時台に放送されていた『爆笑レッドシアター』以来の4年ぶりとなった。
2015年1月12日放送の第8回は19:00 - 20:54枠で初の2時間スペシャルを実施。当時月曜日の19:00 - 20:00枠はローカルセールス枠となっており一部系列局では20:00 - 20:54枠に収まるように再編集（一部エピソードなどをカット）した短縮版が放送された。それ以降も、回によっては同様に短縮版が放送されていた。なお、2015年6月22日には19:57 - 21:48に異なる時間帯での2時間スペシャルも放送した。
2015年4月からは当番組の前に放送されている『ネプリーグ』がネットワークセールス化され、3分拡大して19:00 - 19:57の放送となり、当番組と『ネプリーグ』の間に放送されているミニ番組『ネプ小リーグ』が廃枠となるため、当番組も3分拡大して19:57 - 20:54の放送、同時に『ネプリーグ』との接続はステブレレスに変更した。これにより、フジテレビの月曜日から日曜日まで20時台の番組がステブレレス接続・フライングスタートとなる。そしてスペシャル放送も全局開始時間が統一される。フジテレビの月曜20時台の番組がフライングスタートとなるのは1983年4月から1987年11月まで放送されていた『月曜ドラマランド』（19:30 - 20:54）以来で、「19時50分台開始」「バラエティー番組」では初。
同年11月3日より、同局で毎週火曜日 19:57 - 20:54に当番組の司会である内村が当番組同様に司会を務めていた『優しい人なら解ける クイズやさしいね』がレギュラー放送を開始した。これに伴い、内村はフジテレビの月曜・火曜の2日連続で20時台のバラエティ番組の司会を務めることになった。
2016年1月4日には18:30 - 20:54に初めて2時間を超える2時間半スペシャルを放送。
同年2月29日、コーナー「胸キュンスカッと」がコミカライズされ、フジテレビオンデマンドにて配信開始される。
2016年7月23日・24日に放送された当番組をベースにした『FNS27時間テレビフェスティバル!』（『FNS27時間テレビ』）では、MCリレーメンバーに当番組の司会の内村が選ばれ、初の生放送で行われた。番組内では23日の夜と24日の夜の二部構成で当番組のコーナーが行われて、「番組対抗スカッとジャパン 国民投票フェス」と題して他のフジテレビの番組とコラボレーションして、その番組MCがスカッとドラマに参戦して当番組が誇る悪役俳優と共演する形で放送された。さらに、それぞれのドラマの「スカッと」度を視聴者がデータ放送やパソコン・スマートフォンなどを使うインターネット投票により、“最もスカッとする話”を決定した。さらに、同番組内で24日の夕方に放送された「サザエさん」では当番組とのコラボレーションが行われ、当番組の司会の内村（本人役）、主要キャラクターで悪役の“イヤミ課長”こと馬場智明を演じる木下ほうか、“悪女エリカ”を演じる菜々緒、“迷惑おばさんコンビ”を演じる山村紅葉・夏川加奈子、“眼鏡のおばさん”を演じる宍戸美和公が声の出演で声優を務め、同アニメにゲスト出演。
同年10月3日には19:00 - 21:54に初の3時間スペシャルを放送。
2017年1月2日には18:30 - 22:00に3時間半スペシャルを放送、MCの内村がショートドラマに初出演。
2017年7月5日には「胸キュンスカッと」で使用された劇中歌を収録したCDアルバムが発売された。
2018年4月からは当番組の後に放送されていた『THE NEWSα Pick』（20:54 - 21:00）が終了し、20時台のスポットニュースが廃止され、6分拡大して19:57 - 21:00の放送となった。
2018年10月からは19:57のフライングスタートが廃止されて、約3年半ぶりに20:00開始となり、毎週月曜日 20:00 - 21:00（JST）に放送されていた。
なお、『ネプリーグ』がネットワークセールス枠に昇格してからしばらくの間、隔週で本番組と『ネプリーグ』が交互に2時間スペシャル（19・20時台）の放送を行う傾向があった。
2020年4月27日、放送200回を迎えた。

### レギュラー放送終了へ
2022年1月12日掲載の『NEWSポストセブン』の記事を通じて、2022年3月での終了が決定したことが明らかになった。この報道時点ではフジテレビ広報宣伝部は『NEWSポストセブン』の取材に対し、「改編情報に関してはお答えしておりません」と回答していたが、のちに終了を正式発表した。番組終了に伴い2月7日から3月7日までは『ネプリーグ』と隔週で2時間スペシャルを放送した。
マンネリ化による視聴率低迷を受け、2022年3月21日の放送をもって7年半の歴史に幕を下ろしてレギュラー放送を終了。後継番組も引き続き内村が続投し、同年4月からは自身の冠番組である『あしたの内村!!』を同枠で放送を開始した。レギュラー放送時代の放送回数は265回だった。なお、レギュラー放送終了後も引き続き不定期放送の単発特別番組として継続して放送されると発表された。しかし、看板コーナー「イヤミ課長シリーズ」に出演していた木下ほうかが性加害疑惑で不祥事を起こした影響で、以降の出演が不可となった。

### 復活
レギュラー放送終了から約1年ぶりに復活特別番組として2023年2月20日に放送された。

## 出演者
※「▲」はVTR出演経験者。
MC
- 内村光良（ウッチャンナンチャン）▲

2015年11月3日から2017年3月21日まで『優しい人なら解ける クイズやさしいね』と兼任。
レギュラー
- 陣内智則▲

| 準レギュラー - 三田寛子▲ - 春日俊彰（オードリー）▲ |

## 主なシリーズ作品

### 基本ストーリー
ショートドラマの内容は至ってシンプルである。
比較的まともな感性の持ち主である主人公がある日（もしくは日常的に）迷惑行為を働く、相手を罵倒するなどの悪行をしている人（以下、便宜上悪役と記す）に出会うところから始まる。
悪役の行為に主人公や主人公と近い感性を持つ周囲の人達は嫌悪感を抱いており、時間経過とともにその悪行はエスカレートしていく。
その後、証拠となる記録の提示や、機知に富んだ第三者の介入、悪役自身の行いが裏目となってしっぺ返しがくるなどにより、天罰の如く手痛い目に遭ったり、悪役にとって不利な状況が出来上がる。
辱めや天罰を受けた悪役はバツの悪い表情を浮かべたり、悔しさを顕にして逃げる様にその場を去っていく、または素直に反省して謝罪する、後日然るべき（解雇、降格、離婚、退学など）制裁・処分が下されるなどの結末を迎える。一方、解放された主人公側は胸のすく思いでいつも通りの行動を始める。
各ショートドラマは単発作品となっており、それぞれにつながりはないものの一部シチュエーションやキャストが共通するシリーズ物も制作されていた。

### 単発作品
イヤミ課長シリーズ
木下ほうかが上司や取引先の重役などの目上の人間には媚びへつらい、部下には尊大に接したり、嫌みを言い放ったり、面倒事を押し付けたり、手柄を横取りしようとする、通称「イヤミ課長」こと馬場智明（ばば ともあき）を演じるシリーズ。愛用の「肩たたきつき孫の手」を使いながら部下に嫌みな言動をしていくが、最後は行きすぎた嫌みや嫌がらせが原因で自ら墓穴を掘ってしまったり、部下からの復讐に遭うなどして、最終的に痛烈なしっぺ返し（上司や取引先の重役等に自身の不徳行為がバレて、降格、減給、罰金、人事異動、解雇などの懲戒処分や取引停止を言い渡されてしまう等の進退窮まる状況に追い込まれたり、直接身体的・精神的ダメージを負う等）を受け、そのショックで失神・卒倒するのがお決まりのオチである。おなじみのフレーズは「はい論破!」である。主な直属部下は山下亘（やました わたる 演：大重わたる）、笹原豊（ささはら ゆたか 演：原田文明）、三原優奈（みはら ゆうな 演：八重樫琴美（Chubbiness））、武内菜美（たけうち なみ 演：小島梨里杏）であり、部下及び他課に勤務する会社員は玉村麻里（たまむら まり 演：市橋直歩）がいる。
当番組の“顔”とも呼ぶべき存在として、視聴者からの人気は高く、2015年4月20日放送の第16回ではシリーズ本編の放送とは別に、馬場課長へのファンレターも紹介された。また、同年5月4日放送の第17回ではシリーズ本編の放送とは別に、木下が山下役の大重と共に視聴者宅を訪問するロケ企画「新企画!イヤミ課長のお宅訪問」も行われた。が、近年は放送が減少している。
番組スポンサーのひとつであるジャパネットたかたの公式サイトにてスピンオフドラマを配信している。
なお、「はい論破!」は2015年の「新語・流行語大賞」の候補50語に選ばれている。
エリカシリーズ
菜々緒が同性の同僚・部下のことを見下す「悪女」エリカを演じるシリーズ。周囲の人々に自信過剰で攻撃的な言動をしていくが、最後は逆に周りにボロボロに言われて恥ずかしい思いをすることが多い。
初期から中期にかけては前述のように終始悪役のまま終わっていた。2016年頃からは、最初こそ主人公に厳しい態度をとるも、それは内心主人公を認めていたり、助ける為であるなど、悪役ではなかった上に、意外なところから現れた真の悪役をドSな言動を武器に攻撃的に追い詰め、最後には一喝して成敗した後、主人公に対して高飛車ながらも励ましや、激励の言葉をかけるというスタジオ出演者や視聴者の予想を裏切るオチになるパターンが増え、いわゆる「ダークヒロイン」に近いキャラクターとして登場する傾向が多くなっていった。
FNS27時間テレビではイヤミ課長と共演（対決）して成敗した。こちらも近年ではイヤミ課長同様放送が減少し、別のコーナーの話や人物に役回りをとって代わられつつある。
黒田ナミシリーズ
シシド・カフカが上述のエリカシリーズの後継ともいえる、同性の部下を見下す黒田ナミを演じるシリーズ。舌打ちや「お前使えねえな」「辞めたら?」などといった嫌がらせとも取れる言動で主人公を追い詰めていくが、結果的にそんな苦境に耐え忍んだ主人公の健気さが上司などの周辺人物から高く評価され、逆に自らは主人公に行ってきたパワハラについて問い詰められたり、主人公と比較される形で説教や揶揄を受ける、「○○（主人公）さんを見習って一から出直しなさい」と降格や異動を言い渡される等と、ナミ自身にとって屈辱的な結末となる。エリカシリーズと違いすぐに消滅した。
イマドキ悪女シリーズ
川栄李奈もしくは滝沢カレンが迷惑な若い女性を演じるシリーズ。現在のところ2本続けて放送されている。最終的に彼氏や周りの人に注意されるハメになる。滝沢が演じるシリーズでは彼女の奇怪な日本語や文法を使うキャラクターがそのまま反映され、最後には独特な反省の一言（「私は、風邪じゃなくて迷惑を巻き散らかしてたのか…」、「人にストレスをぶつけちゃいけないなんて初めて知りました」など）を呟くのが定番のネタとなっており、スタジオ出演者からは「どこまで演技なのか素なのかわからない」とツッコまれる事が多い。
恐怖!女の職場スカッとシリーズ
女性社員の職場を舞台に、若手女性社員をいびる女上司、厄介な女性同僚（後輩）を演じるシリーズ。最終的には第三者（子供や客、けなしていた被害者の保護者など）から鉄拳制裁や糾弾されるなどのしっぺ返しを受けるハメになる。
野島百合子シリーズ
モンスター若手社員・のじゆりこと野島百合子（のじま ゆりこ）を小島瑠璃子が演じるシリーズ。上司や男性社員に気に入られようと媚を売ったり、少しの指導をパワハラとみなしたりと、新入社員や後輩の立場を利用して同性の先輩社員を困らせていくが、最後は同僚や同期社員からの説教や自分がやってきた仕打ちでやり返されるなどしてぐうの音も出ない状況に立たされたり自らボロを出して窮地に追い込まれたりと自滅する。
ぶりっ子シリーズ
イケメンなどにすぐ食いつくぶりっ子悪女のシリーズ。ほぼ共通の流れとして、自分が好きな人にはぶりっ子で振る舞い、後輩のことを見下したり、邪魔をする悪女として登場するが、基本的に最後は自分の振る舞いによって墓穴を掘る形で、意図していた相手の好意が後輩等の邪魔をした人間に向けられてしまうなど、自業自得なオチを迎える。
ぶりっ子悪女シリーズ
小林麻耶がぶりっ子内田美樹（うちだみき）を演じるシリーズ。麻耶は2018年8月3日に所属事務所との契約を終了して芸能活動を休止したため一時このシリーズも休止していたが、その後所属事務所を転籍して活動を再開したためシリーズも再開された。
リナッシーシリーズ
ぶりっ子りなっしーこと北条里菜（ほうじょう りな）を中村静香が演じるシリーズ。
今時ぶりっ子女子大生シリーズ
ぶりっ子リコピンこと宮永理子（みやがわ りこ）を須田亜香里（SKE48）が演じるシリーズ。
姫体質シリーズ
自分勝手でわがままな姫体質のぶりっ子大貫ヒメカ（おおぬき ひめか）を岡副麻希が演じるシリーズ。大貫は友人や彼氏には、"姫"と呼ぶように言っている。定番のネタとして、最終的にしっぺ返しを食らった際には、必ず変な表情で茫然自失になる。
お局様撃退スカっとシリーズ
職場に出現するお局を撃退するシリーズ。イケメンに話しかけられたりなどで主人公の女性社員に嫌がらせを食らわせたり妬んだりする。最終的には面目を失ったり、愛想を尽かされるななどの大恥をかいてしまう。
ムダムダおつぼねシリーズ
佐藤仁美が演じる「ムダムダ」が口ぐせの大原静香（おおはら しずか）が、職場などでの出来事を主にするシリーズ。
最近は佐藤仁美が善側（悪役を懲らしめる役）で登場することが増えたため消滅した。
豹変お局シリーズ
片瀬那奈が平凡な性格から豹変するお局社員を演じるシリーズ。
ボスママ撃退シリーズ
MEGUMIがママカーストのトップ＝セレブ系ボスママを演じるシリーズ。エイミー・ワインハウスの『Me & Mr.Jone』のテーマで主人公に向かって進み、サングラスを外しながら登場してくる。「私こういうのすぐ言っちゃう人だから〜」が口癖。取り巻きが2人と共に平凡な家庭のママ友や経験の浅い教師を見下したり、イベントなどを利用して圧倒的に主人公側に不利な条件で勝負をふっかけるなどして、精神的に追い詰めていくが、最後は自分の子供や他のママ友などからの一言がきっかけで、ボロを出したり、ぐうの音も言い返せない状況に立たされる、または自らがふっかけた勝負に惨敗するなどして取り巻き共々恥をかく等の屈辱的な結末となる。その際には「さーせんした…」などとそれまでのセレブ然としたキャラをかなぐり捨てた謝罪を呟くのが定番のオチとなっている。
最近では同様の趣旨で、ボスママの役をアンミカが演じているシリーズも少なくない。
胸キュンスカッとシリーズ
主に中高生（時代）の恋愛を描くシリーズ。恋愛以外の学校生活でのスカッとする出来事などは「青春スカッと」とも呼ばれる。視聴者からの人気や評判が高く、コミック化もされている（後述）。「現在」が本件から数年後に相当する場合は後にその恋人と結婚するところまで語られることがある。
多くの若手俳優が出演する同コーナーは、ブレイク俳優の登竜門とも言われている。また、同コーナーのファンであるナオト・インティライミがテーマ曲を制作し、反響が多かったことから『Overflows 〜言葉にできなくて〜』としてCD化が決定した。また、2017年7月からは福山雅治が書き下ろした「jazzとHepburnと君と」がテーマ曲として使用されている。
2017年7月5日には使用された劇中歌を収録したCDアルバムが発売された。(後述)
モンスター○○シリーズ
山村紅葉と夏川加奈子が迷惑な中年女性を演じるシリーズ。山村が主人公に文句を言い、夏川が「私も今全く同じことを思った」と乗ったり,「言ってやんなさい、言ってやんなさいよ！」と援助するのは定番のネタ。最終的に自らの行いによるしっぺ返しや第三者からの指摘・説教を受けて赤っ恥をかかされたり、逆に損する羽目になった後、山村は子供のような泣き声をあげ、夏川はバツが悪そうに「冗談！ 冗談よ！」などと必死に言い訳を取り繕いながら退散していくというオチも定番のネタである。また、作品によっては夏川が「あの人（山村）ちょっと変なところあるから」と山村に全ての罪を擦り付けようとしたり、被害者側に寝返る（ような発言をする）こともある。
基本的に悪役が多いものの、時には同様のキャラながらその図々しさで、逆に悪役を懲らしめる善側の役を務めた回もある。
ケチケチ母ちゃんシリーズ
宍戸美和公が、スーパーやレストランなどで殆ど窃盗や無銭飲食も同然なズルや、見切り品の値引きシールを張り替える等の“倹約術”（いずれも実際に行ったらただの迷惑行為ではなく犯罪になる）を披露する主婦を演じるシリーズ。目からレーザーを出して「目でとっていたの!」とほかの客から商品を奪い取ったり、いくら倹約できるか分析したりする。大体は、常識人である息子（演：関仁平）から諌められたり、周囲の子供の言動によって大恥をかくなど、成敗される。また去り際に主婦の息子が頭を下げるなどして、母親の醜態を詫びて帰ることもある。
図々しいファミリーシリーズ
図々しい家族を母（演：濱田マリ）、父（演：水橋研二）、娘（演：長崎すみれ）が演じるシリーズ。母、父の2人は関西弁を使用している。人に頼み事をしておきながら要求してきたり、割り勘、商品の値切りや返品、物のやり取りなどの図々しさを出していき、しまいには父親や娘までも便乗してくる。最終的に図々しさが仇となり、相手や周囲の人によって、同じ手でやり返されたり、一計図られ、大恥をかいたり、手痛い目に遭わされる等、一家揃って報いを受ける羽目になる。
高学歴うんちく男シリーズ
他人にうんちくを聴かせる高学歴な男を福澤朗が演じるシリーズ。カルメンの『闘牛士』のテーマをバックにテロップ付きでうんちくを語ることが多い。最後は聞かされた人から矛盾点を指摘されるなどのしっぺ返しを受け、恥をかく羽目になる。また恥をかいた後で腰が低くなったり、改心する率が比較的多い。
リキっとジャパンシリーズ
竹内力演じるコワモテ男が、迷惑な悪役を半ば脅迫するかの如く高圧的に説教して撃退するシリーズ。「見てたぞー」などという台詞と共にとんでもないところから現れたり、白目をむいたりとホラー映画風の演出がなされることも多い。悪役を撃退した後は主人公に笑顔を見せて慰めたり、褒めたりして去っていくが、上記の様な凄まじい説教を行うため、懲らしめられた悪役達は勿論、時には主人公やその場に居合わせた周囲の人間、果てはスタジオ出演者からも恐怖感を抱かれることもある。
ダメ男撃退シリーズ
非常識な言動をとる最低な彼氏と付き合っていた女性のシリーズ。彼氏、彼女ともに様々な俳優が演じているが、特に彼氏役としては戸塚純貴演じるカズピコこと和彦（かずひこ）が常連で登場する。主人公である女性自身でダメ彼氏を成敗することも多々あるが、それ以外にも新しい彼氏や女友達によって成敗されることもある。
ダメパパ撃退スカっとシリーズ
家族を束縛したり、家族より自分の趣味を優先したりするなどのダメパパを撃退するシリーズ。最後は妻か子供によって成敗される。
食いしん坊母ちゃんシリーズ
斎藤こず恵が、主に食品を扱う店舗にて迷惑な方法で自分や子供の腹を満たす主婦を演じるシリーズ。初期にはジュディ・オングが主に店員や他の客の役として主婦を成敗していた。最初のタダ食いの後には「おいしい（おいC）を通り越して… おい D～!!」 と発するのが定番となっている。
バカ息子/ボンボン親子シリーズ
長嶋一茂が怠慢な行動をとる御曹司や嫌みな父親を演じるシリーズ。最後にはまともな感性を持った親である上司に役職を下ろされたり一般人側が御曹司側を上回る技術を出すといった展開で締められる。BGMには『闘魂こめて』や電気グルーヴ『MUD EBIS』が多く用いられる。
ハートウォーミングスカッと/ファミリースカッとシリーズ
心温まる体験談を描くシリーズ。主に家族、職場関係に関する話であり、感動する話が多い。
2月4日からsumikaの『ゴーストライター』がテーマソングに使用されることが決定した。7月1日からナオト・インティライミの『まんげつの夜』がテーマ曲に採用された。
2019年10月29日に扶桑社からノベライズが刊行された。
ウソのようなホントな話スカッとシリーズ
嘘のように思えるが、実際に本当に起きた奇跡のような話を描くシリーズ。
2019年11月18日からいきものがかりの「口笛にかわるまで」がテーマ曲に採用された。
大逆転スカッとシリーズ
自分のチーム、コンビなどが勝ち目がない時、仲間の機転などにより大逆転する話を描くシリーズ。
仲直りスカッとシリーズ
夫婦のすれ違いといった2人の間で溝ができてしまうが、最終的に元どおりになっていく話を描くシリーズ。
世にも奇妙な女シリーズ
謎の行動を起こす女性の話を描くシリーズ。最終的に謎の行動を起こす理由が明かされ、恥をかくことになる。
ビンタスカッとシリーズ
秋元才加などが最低男をビンタで成敗するシリーズ。ビンタするまでの序曲にはB'zの『ultra soul』、解決後にはB'zの『Don't Leave Me』が流れる。

### ショートスカッと
これらは短編のため、1本分の枠で2本（3〜5本）続けて放送する。なお、2020年からは悪役に、その人物の性格を漢字の当て字にして名付けた仮名が付けられることが多い。
ショートスカッとシリーズ
主に津田寛治が悪役を演じる短編シリーズ。別名、ろくでなし男シリーズ/ツダカン劇場。店員にクレームを付ける、バスの車内で飲食をするといった傍若無人な振る舞いをするが、最終的には様々な形で天罰が下る。前述の竹内力が登場する事もあり、その際も『リキッとジャパンシリーズ』同様、ろくでなし男を高圧的に説教して撃退した。
ショートショートスカッとシリーズ
上記のショートスカッとよりも短い時間で解決するシリーズ。主に1本分の枠で3〜6本続けて放送される。話の多くは劇団のメンバーが出演しているが、常連の役者が登場することもある。
2018年4月以降は末尾6分間のローカルセールス枠でも放送されていた。
神対応/神店員スカッとシリーズ
イケメン俳優・声優が困っている人や迷惑な悪役に対し、誰もが思わず感心してしまうような対処「神対応」を演じるシリーズ。神対応の際には風が吹く演出がある。一方で、このシリーズの趣旨は悪役を「倒す」よりも主人公を「助ける」意味合いが強い為、他のシリーズ程悪役がしっぺ返しを受けない、もしくはいつの間にかフェードアウトしたり、その後の動向が語られない事が多い事から、スタジオ出演者らの溜飲が下がらず、「勝ち逃げだ」と不満を零されたり、「ムカッとボタン」を押される事も珍しくない。それもあってか、近年では最初から悪役が登場しないシチュエーションの話も増えつつある。
なお、2本とも同じイケメン俳優・声優が神対応しているが、演じている人物の職業などは異なることが多い。
上記のショートショートスカッとにも神対応の話が出てきたり、IKKOが演じることもある。
神ティーチャースカッとシリーズ
上記の神対応/神店員スカッとシリーズと同様に困っている女子生徒に救いの手を差し伸べる「神ティーチャー」をISSA（DA PUMP）が演じるシリーズ。
神対応の際にはDA PUMPの楽曲である『U.S.A.』が流れる。
スカッとばあちゃんシリーズ
笹野高史が老婆役となり、とんちを利かせて迷惑な人間を撃退するシリーズ。迷惑な人を見つけると横向きのVサイン越しにその人を見る事や、迷惑な人をやり込め始める際には「だって～」もしくは「だってアンタ～」と切り出すのが特徴。また成敗後は「あら,なんか悪いことした（言っちゃった）かしらー」「ごめんあそばっせ」などと言いながらVサインをすることもある。
後に劇中で専用テーマ曲「スカッとばあちゃんのテーマ」がヒャダイン作詞作曲で公開された。
スカッとじいちゃんシリーズ
上記のスカッとばあちゃんシリーズと同類の作品。毒蝮三太夫演じる老人が迷惑な人間に対してとんちを利かせて成敗するシリーズ。成敗後は被害者を含む大衆に親父ギャグを言って笑わせる。
本作の締めくくりには毒蝮自身が出演していた特撮番組『ウルトラマン』の「科学特捜隊のテーマ」が流れている。
天使の一言スカッとシリーズ
子役が迷惑な大人に対して純粋な一言を言って改心させる「天使の一言」を演じるシリーズ。天使の一声が出る際には光が点る演出がある。本作品の悪役には小松利昌が常連として多く起用されている。子供に説得された大人は、自身の放った暴言が脳内にフラッシュバックして、良心の呵責に苦しんだ末に、正気に戻って改心するのがお約束（パネラーでは"除霊"と呼ばれる）。
一撃K.O.スカッとシリーズ
周りを困らせる悪役に対して「ある一言」を浴びせて成敗するシリーズ。成敗されると、銃声（パンチの場合あり）とゴングが鳴る演出がある。
スカッと解決ランキングシリーズ
"特定のスポット"にいるムカッとする人々を撃退するシリーズ。主に1本分の枠で3本続けて放送される。第82回まで『大量発生!ムカッとモンスター』だったが、第83回から『スカッと解決ランキング』と名称が変わった。『ムカッとモンスター』の頃はゲーム画面（体力ゲージなど）のような演出があった。
言ってやったスカッとシリーズ
様々な状況で悪役からイラつかせられたり非難される被害者または第三者が怒号を浴びせて成敗するシリーズ。主として佐藤仁美が演じている。劇中では迷惑なアクションの度に「ムカつきバロメーター」が画面下に表示され回数を重ねるにつれ数値が上がる演出があり、バロメーターが最高値の100に達すると怒号を発するシーンとなる。多少の暴力を伴うこともある。
説教中のBGMは、AC/DCの「Thunderstruck」が流れる。
初期(特に夫婦の揉め事)は最後に悪役を罵倒し、萎縮させて終わることが多かったが、近年は力強く説得して比較的円満に解決させることが多くなった。内村もそれに言及しているが理由については特に触れられなかった。
ハラスメントスカッとシリーズ
職場で起こる様々な種類のハラスメントをしてくるお局、上司を成敗するシリーズ。
ためになったスカッとシリーズ
草野仁演じる田中一郎（たなか いちろう）が自らうんちくを語り、悪役を撃退するシリーズ。うんちくを語る際には『ハンガリー舞曲 第5番』、解決後には『炎のたからもの』が流れる。
ハンサムウーマンシリーズ
女性が悪役を成敗するシリーズ。出演する女優の殆どは宝塚歌劇団出身者が多い。解決後にはSuperflyの『輝く月のように』が流れる。
こうして夫婦喧嘩がおさまったスカッとシリーズ
濱津隆之演じる夫としゅはまはるみ演じる妻が夫婦喧嘩して、最後には子供の介入などにより仲直りするシリーズ。なお、濱津としゅはまは『カメラを止めるな!』で夫婦役で共演し共にブレイクした。
神様お願いスカッとシリーズ
神様が投稿者に代わって悪役に天罰を下すシリーズ。赤の天罰、黄の暴走、紫の反乱、緑の性能UPや能力UP（初期は黄が能力UPだった。）などのスキル系、桃の召喚など多種多様の天罰カードで悪役を成敗する。
主に峯岸みなみや津田寛治が態度の悪い客や店長などを演じる。

### その他のシチュエーション
- 「こんな女は嫌われる!」など、上記の単発作品を短編シリーズで放送されたりする。
- 上記のショートスカッとのシリーズで、1話のみ放送されたりする。
- 番組の最後に投稿された話を紙芝居風に紹介されたり、視聴者から届いたスカッとする話がクイズ形式で紹介されたりする。
- 2時間枠で名曲の隠れたサビの部分を間違えずに歌い上げるスカッとカラオケがある。（後述）
- 2021年3月に放送された、戸次重幸主演の「連ドラスカッと」のように、連続ドラマ構成となることもある[28]。

## はい、論破!じゃんけん／スカッとじゃんけん
作曲：ヒャダイン〈前山田健一〉、振り付け：ラッキィ池田
2015年10月スタート。番組最後のエンディング前に放送。じゃんけんのあとにいやみな小ネタを言い「はい論破!」の発言をする。2016年6月以降から、「スカッとじゃんけん」としてイヤミ課長以外の主要キャラクター（大半は悪役）のじゃんけんもスタートした。彼らもじゃんけんの後に彼ら自身のお決まりネタを言っている。2017年以降は行われず、事実上終了した。
2016年春以降、視聴者から投稿された振り付け動画もワイプ画面で紹介していた。
なお、過去には「はい論破!占い」のミニコーナーもあった。

## スカッとジャパン特別版

### 内村のアナタこんな人だったのね大賞
周囲の人からの情報をもとに、芸能人の意外な素顔を探る特別版。放送は2020年2月24日。
司会
- 内村光良（ウッチャンナンチャン）

プレゼンター
- いとうあさこ
- 千鳥

放送
- 「スカッとジャパン特別版! 内村のアナタこんな人だったのね大賞」2020年2月24日 19:00 - 21:00

出演者
- 秋川雅史
- アンミカ
- IKKO
- かまいたち
- 草野仁
- 小手伸也
- ジェジュン
- 柴田理恵
- 永野芽郁
- 名取裕子
- ファーストサマーウイカ
- ぺこぱ
- Matt

### スカッとカラオケ
誰もが知っている名曲を、歌詞の一部が隠れた状態で歌い上げることができるのかを、男性チームと女性チームに分かれて挑戦する(第4弾からは、相川七瀬チームとDAIGOチームに分かれて挑戦する)。2020年10月の初回放送が好評を得て、不定期放送されていた。
司会
- 内村光良（ウッチャンナンチャン）

アシスタント
- 井上清華（フジテレビアナウンサー）

放送
- 第1弾「誰もが歌える日本の名曲70歌詞全部歌えたらスカッとSP」 2020年10月19日 19:00 - 21:00
- 第2弾「スカッとカラオケ特別編! 誰もが歌える日本の名曲SP」 2020年12月14日 19:00 - 21:00
- 第3弾「スカッとカラオケ! 誰もが歌える日本の名曲SP」 2021年2月22日 19:00 - 21:00
- 第4弾「スカッとカラオケ! 日本の名曲VS最新曲SP」 2021年4月12日 19:00 - 21:00
- 第5弾「スカッとカラオケ! 日本の名曲VS最新曲SP」 2021年5月31日 19:00 - 21:00
- 第6弾「スカッとカラオケ熱唱チャレンジNo．1決定戦2時間SP」 2021年10月11日 19:00 - 21:00

放送内容
第1弾
- 平成から令和にかけて最も歌われたカラオケの名曲ランキング
- 1990年代のミリオンヒットメドレー
- 2000年代のヒットメドレー
- 月9ドラマ主題歌ヒットメドレーを大ヒットドラマの貴重映像と共に紹介
- 誰が歌っているかを当てるクイズ

第2弾
- カラオケで1曲目に歌うと盛り上がる曲ランキング
- 1990年代ミリオンヒットメドレー
- 2020年の代表曲メドレー
- フジテレビ人気ドラマ主題歌メドレーを貴重映像と共に紹介
- カラオケで歌わたクリスマスの名曲ランキング
- 誰が歌っているかを当てるクイズ

第3弾
- 応援ソングランキング
- 1990年代2000年代ヒットソングメドレー
- 冬の名曲ランキング
- いきなり無茶振り!激ムズソングメドレー
- 滝沢カレンが歌っているのは何でしょう?
- 卒業ソングランキング
- 早押し!決めフレーズスカッと
- 誰が歌っているかを当てるクイズ

第4弾
- 早抜け決めフレーズスカッと
  - ジャニーズソング特集
  - ミリオンヒット曲特集
- カラオケファンが今歌いたい曲BEST50
- いきなり歌って!激ムズ最新カラオケに挑戦
- 滝沢カレンが歌っているのは何でしょう?
- 歌っている(秘)有名人は誰でしょう?
- 決めフレーズスカッと ミリオンヒット曲特集（対決後の特別編で、末尾6分間のローカルセールス枠で放送）

第5弾
- 決めフレーズスカッと
  - ミリオンヒット曲特集
  - 大ヒットドラマ主題歌特集
- 世代を超えて愛されるアニメソングメドレー
- 振り付きで歌いたくなるダンスソングメドレー
- 最新曲コラボカラオケ（対決ではない）
  - チームは関係なく、内村に指名された人が、即興でコラボに挑戦する。
- 歌っている(秘)有名人は誰でしょう?
- 滝沢カレンが歌っているのは何でしょう?
- カラオケファンが選ぶ若者の叫びソングメドレー
- 早抜け決めフレーズスカッと ドラマ主題歌特集（対決後の特別編で、末尾6分間のローカルセールス枠で放送）

第6弾
- 10代20代が親に影響されて好きになった昭和・平成の名曲ランキングベスト40
- 嵐の全楽曲　丸暗記カラオケ
- AIが判定!声色完コピ選手権
- ハイトーンボイス選手権
- クイズ!滝沢カレン

出演者
太字はリーダー
第1弾
- 男性チーム
  - DAIGO（BREAKERZ）
  - 天野ひろゆき（キャイ〜ン）
  - 斎藤司（トレンディエンジェル）
  - 野村周平
  - 濵田崇裕（ジャニーズWEST）
- 女性チーム
  - いとうあさこ
  - 小島瑠璃子
  - 高橋真麻
  - ファーストサマーウイカ
  - ゆめっち（3時のヒロイン）

第2弾
- 男性チーム
  - DAIGO（BREAKERZ）
  - 天野ひろゆき（キャイ～ン）
  - カジサック
  - 河合郁人（A.B.C-Z）
  - 濵田崇裕（ジャニーズWEST）
- 女性チーム
  - 相川七瀬
  - 小島瑠璃子
  - 中川翔子
  - 鷲見玲奈
  - アンミカ

第3弾
- 男性チーム
  - DAIGO(BREAKERZ)
  - 天野ひろゆき（キャイ～ン）
  - 龍玄とし
  - 盛山晋太郎（見取り図）
  - 濵田崇裕（ジャニーズWEST）
- 女性チーム
  - 相川七瀬
  - 大島美幸（森三中）
  - 小島瑠璃子
  - 若槻千夏
  - アンミカ

第4弾
- 相川七瀬チーム
  - 相川七瀬
  - 川畑要（CHEMISTRY）
  - 大島美幸（森三中）
  - 盛山晋太郎（見取り図）
  - 小島瑠璃子
  - 河合郁人(A.B.C-Z)
- DAIGOチーム
  - DAIGO（BREAKERZ）
  - Crystal Kay
  - さくらまや
  - 天野ひろゆき（キャイ～ン）
  - 濵田崇裕(ジャニーズWEST)
  - ゆめっち（3時のヒロイン）

第5弾
- 相川七瀬チーム
  - 相川七瀬
  - Crystal Kay
  - 小島瑠璃子
  - 酒井一圭（純烈）
  - 後上翔太（純烈）
  - 盛山晋太郎（見取り図）
- DAIGOチーム
  - DAIGO
  - 龍玄とし
  - 近藤春菜（ハリセンボン）
  - 加藤礼愛
  - 丸山礼
  - 濵田崇裕（ジャニーズWEST）

第6弾
- 相川七瀬チーム
  - 相川七瀬
  - 河合郁人　(A.B.C-Z)
  - 川畑要　(CHEMISTRY)
  - 中川翔子
  - 濵田崇裕 (ジャニーズWEST)
- DAIGOチーム
  - DAIGO
  - 加藤礼愛
  - Crystal Kay
  - 近藤春菜（ハリセンボン）
  - 盛山晋太郎　(見取り図)

### スカッとカジノ
あらゆる数字をテーマに、人気店の値段やランキングを予想するゲームにチーム対抗で挑戦する。放送は2021年3月15日。
司会
- 内村光良（ウッチャンナンチャン）

アシスタント
- 宮司愛海（フジテレビアナウンサー）

放送
- 「スカッと特別版!芸能人100万円争奪スカッとカジノ!超人気店の値段見抜けSP」 2021年3月15日 19:00 - 21:00

放送内容
勝利したチームは、スカッとスロットに挑戦できる。（100G没収・100G・200G・500Gの4種類）最終問題のみスーパースカッとスロットとなり、全没収と1000Gの2種類が追加されている。
- 1stステージ（100円の品を選ぶ、串カツのみ120円）
  - スシロー、串カツ田中、ダイソー
- 2ndステージ（ランキングTOP10の合計数が少なくなるように選ぶ）
  - ピザーラ、ハーゲンダッツ、JOYSOUND
- 3rdステージ（全メニューの合計金額の高い順に並べる）
  - デニーズ、ロイヤルホスト、びっくりドンキー
  - ガスト、ジョナサン、夢庵
  - 牛角、安楽亭、焼肉チャンピオン
- 4thステージ
  - 数字をヒントに密着している芸能人は誰かを見抜け!
- 5thステージ（3品の値段を当てる）
  - インスタントラーメン2食、卵10個、梅干し1粒
- 特別編（末尾6分間のローカルセールス枠で放送）
  - ゴディバの全商品の金額を当てる

出演者
太字はリーダー
- 猿之助・美女チーム
  - 市川猿之助
  - 滝沢カレン
  - 松田里奈（櫻坂46）
  - 志田未来
  - 田中卓志（アンガールズ）
- ジャニーズ・芸人チーム
  - 森本慎太郎（SixTONES）
  - 近藤春菜（ハリセンボン）
  - 長嶋一茂
  - 児嶋一哉（アンジャッシュ）
  - 土佐有輝（土佐兄弟）

## スタッフ
- 企画・演出・プロデュース：木月洋介（フジテレビ、以前は企画・演出・プロデュース→チーフプロデューサー→企画・演出・プロデューサー）
- 構成：山内正之、くらなり、大井達朗、竹村武司、梅村真也、コバヤシマナブ、小峯裕之、武居秀剋、満斗りょう
- 脚本：森ハヤシ
- ナレーション：茂木淳一、小坂由里子[注 10]
- スタイリスト：中谷東一（内村光良担当）
- メイク：水落万里子
- エキストラ：株式会社アルテミス、株式会社オフィス・オーパ、株式会社アンカット、tachirourke Pro.
- ドラマ撮影：平尾徹・名取征（ジーン・毎週）、山田実（ジーン）、吉田剛徳、小林雄一郎、小野誠、小松嶺介、五江渕勝・東田博史・宮崎康仁・須藤康夫（ビデオスタッフ）、遠藤洋祐、福岡利浩、白石智彰、佐藤力、黒羽一也、栗栖一貴、丸尾侑未、綿引正太郎、生野美智信・大石裕久・中島敬・深野雄一・出口朝彦（ビデオフォーカス）、月村浩一、坂本誠、中嶋健、矢嶋貴都、吉田剛毅、磯貝喜作、三木誠、井原公二・高島一宗（エヌ・エス・ティー→TACT）、倉田良太、岡本和大、井出雅之（蓮）、菊池亘、藤山耕平、及川厚（週替り）
- 映像技術：兒玉成彦、栃木光信・稲田正治郎（ジーン）、須藤剛史、藤田尚也、山本直紀（エヌ・エス・ティー→TACT）、香山達也・古川明・角本輝夫（以上ビデオフォーカス）、千葉研、伊東大哲（ビデオスタッフ）、中西勝哉（週替り）（兒玉・栃木・稲田・山本・伊東・中西→以前はドラマ技術）
- ドラマ照明：田中秀典、田部谷正俊（光影舎）、森泉英男（ザ・ホライズン）、熊渕栞、福田実江子（サンライズアート→Kカンパニー）、中江純平、栗林映未里、坂本俊、木幡和弘、吉田真矢、村田瑛太、杉永勝志、渡辺大介（週替り）
- ドラマ音声：飯塚幸子・桜井秀一・金子徹・吉田勉・野崎秀人（ビデオスタッフ）、松尾秀俊、乙部直樹（タムコ→TACT）、平塚勇也、中山寿範・林昭一・甲斐匡・関根光晶（ジースタッフ）、葛原昌弘（エヌ・エス・ティー→TACT）（週替り）
- ドラマヘアメイク・衣裳：窪田浩樹・鈴木正子・薗（園）部聖奈（美粧屋）
- 美術プロデュース→美術制作：木村文洋
- デザイン：鈴木賢太（フジテレビ）
- アートコーディネーター：谷元沙紀
- 大道具：木村敬
- 大道具操作：山田祐弥
- アクリル装飾：伊藤幸枝
- 絵画制作：高橋敬
- 電飾：富谷聡
- 装飾：武田正邦
- TP：高瀬義美
- SW：宮崎健司
- CAM：小出豊
- VE：原啓教
- 音声：松原瑞貴
- 照明：三觜繁
- 技術協力：ニユーテレス、fmt、JMC、WIND UP、Jeen、ビデオスタッフ、東京オフラインセンター、factory
- 美術協力：フジアール、美粧屋
- ドラマ編集：深沢佳文（ワインド・アップ、第5回、第8回 - ）
- 本編編集：吉川豪、永畑つぐみ、吉田七生
- MA：山岸慎一郎
- 音響効果：松長芳樹（デジタルサーカス→factory）
- CG：小室泰樹、佐藤宏美
- データ放送：齋藤浩史（フジテレビ）
- 編成：浅野翔太郎（フジテレビ）
- 広報：小穴浩司（フジテレビ）
- PRディレクター：佐藤詳悟・宇野仁美（FIRE BUG、佐藤→2017年5月 - 、宇野→2021年9月 - ）
- デスク：松井亜美（フジテレビ）
- TK：色摩涼
- AP：露木彩乃、屋我伸也、大木萌
- 制作進行：林夏姫、上林千秋（上林→以前はドラマ制作進行►一時離脱）
- FD：富本純平
- ディレクター：杉原裕一（オイコーポレーション）、忍穂井綾（クリーク・アンド・リバー社、以前はFD）、大内田龍馬・岡亨・バーニー豪・佐々木未来・小宮泰也・日向亜紗樹（イーストE→イーストF、大内田・岡→共に一時離脱►復帰）、嘉元規人（アズバーズ、以前はFD）、岡本舞（MTG）、石川隼（フジテレビ）
- ドラマ監修：長江俊和（ネビュラ、以前はドラマ演出）
- ビジュアルクリエイター：佐藤大輔（佐藤映像）
- キャスティングプロデューサー：壁谷悌之（泉放送制作）
- 演出：谷村政樹（フジテレビ、以前はディレクター）、大橋圭史（イースト・ファクトリー）、中澤智有（マウントポジション）、和田英智（LARGEST ARMY）
- プロデューサー：佐久間茂・黒木彰一（黒木→2020年7月27日 -）・寺田裕（フジテレビ）、田岸宏一（クロスエイト）、鈴木康祝（イーストE→イーストF）
- ゼネラルプロデューサー：赤池洋文（フジテレビ、2021年8月16日 -、以前は編成）
- チーフプロデューサー：堀川香奈（フジテレビ、以前はAP→プロデューサー）
- 制作協力：イースト・ファクトリー（2018年1月 - ）
- 制作：フジテレビ編成制作局制作センター第二制作室（旧バラエティ制作センター→制作局第二制作センター→編成局制作センター第二制作室）
- 制作著作：フジテレビ

### 過去のスタッフ
- 制作統括：浜野貴敏（フジテレビ、以前はチーフプロデューサー）
- 構成：大野ケイスケ、山崎淳也
- ナレーション：堀井真吾、佐々木恭子
- ドラマ撮影：佐藤陽弐・木下雄介・浅野仙夫・川村有紀子・福澤亮介・大石弘宜・船橋正成・篠田忠史（バスク）、福田陽平（第5回、第8回）、宮崎義毅・大森隆晴・田中浩一・高藤安正・橋本智司・上野翔太・山口泰博・高柳知之・水間淳一（エヌ・エス・ティー）、篠田力、川口次男、常田真一、中野真悟、小野寛明、迫信博（ビデオスタッフ）
- ドラマ技術：内田尚宏（フロムアール）、桜庭武志・青田保夫・植木康弘・岡本卓・藤本伊知郎・三熊世良・久米田俊裕（バスク）、宋晋瑞（第8回）、石田伸夫・青柳陽子・萩原謙一・久保澤知史・青木孝憲・榊聖一（エヌ・エス・ティー）、笠原宗一郎（東通）、國分玲、北本崇・武田健文・深澤敏行・宮入俊彰（以上ビデオスタッフ）、古茂田耕吉、市原敬司（ビデオフォーカス）
- ドラマ照明：堤慎太郎、笹川満・川里一幸・塙秀彦・山口泰一郎・齊藤卓（阿呍）、白石雄二・金子拓矢（サンライズアート）、青木義男・荒井徹夫（ラ・ルーチェ）、金原聖・村澤浩一・高瀬隆治・長谷川誠・山口賢二・青山茂雄・土居賢太郎・佐々木雄也（Kカンパニー）、溝渕健二、笠原健司、尾山隆之（クリア）、爲貝幸弘・田中亜矢・海保栄吉・藤原武夫・萩原文彦・稲木健（以上ザ・ホライズン）、山下由美、町田真祐、新明由華、小岩強、花岡正光、尾山隆之、三上日出志、佐藤友泰（ティ・エル・シー）、五十嵐孝文、江川斉（プログレッソ）
- ドラマ音声：渡部満裕・山成正己・神波哲史・池谷鉄兵・児玉考弘・堀知也・香川祥資（以上バスク）、箕輪真人（第8回）、横市義弘・笹川圭佑・小松正隆（エヌ・エス・ティー）、妹川英明（TAMCO）、佐藤公章（ブル）、片寄正一（ブルーバイユー）、山田裕樹、甲斐次雄、星かえで、佐藤寛俊、鈴木綾磨
- ドラマヘアメイク・衣裳：藤原加奈・馬場麻子（美粧屋）
- 美術プロデュース→美術制作：本田邦宏
- 美術進行→アートコーディネーター：中本孝史、勝見美幸、西岡萌子、安部智尋、椛田学、西原数雄
- 大道具：卜部徹夫
- 大道具操作：松本達也
- アクリル装飾：斉藤祐介、川満貴志
- マルチ：マルチバックス
- 電飾：日下信二、川西紘平
- 音声：奈良岡純一
- 編集：粟嶋隆昌
- 本編編集：水元綾子（以前は編集）
- MA：片桐麻莉子
- TK：平野美紀子
- 技術協力：IMAGICA、バスク
- 編成：水野綾子（水野は当時）、藤井修（フジテレビ）
- 広報：福崎康裕、齋田悠、根本智史、山本美沙、長谷川智子（フジテレビ）
- PRディレクター：石川博章（FIRE BUG、2017年5月 - ）
- デスク：弦牧和子（イーストE→イーストF）、小林琴美（フジテレビ）
- リサーチ：鈴木さくら、渡我部美香、下川悟、大森智仁
- ドラマ助監督：亀谷英司、小山亮太、今和紀
- ドラマ制作進行：古谷忠之、藤原英志
- FD：趙成享、片桐なみき、長谷川出海
- AP：貞本有紀（ザ・スピングラス）、川島侑芽乃（イーストF）、阿見たか子（イーストE→イーストF）
- 制作P：黒柳法子（フジテレビ、以前はAP）
- ディレクター：金井紘・角山僚祐・相沢秀幸（フジテレビ）、上西浩之・河合希絵・久保田集・山本慶太・松本絵理・加藤富久・井ノ上龍登・小島直登・金井克仁・加賀佐知子・龍史晃・高橋恵梨香（以上イーストE→イーストF）、堀田大輔・小倉伸一（オイコーポレーション）、桑島岳大（以前はドラマ助監督）
- キャスティング協力：竹内太郎
- プロデューサー：金井尚史・速水大介・春名剛生・高瀬敦也（高瀬は当時）・若林美樹・坪井進一郎（フジテレビ）
- 制作協力：EAST ENTERTAINMENT（2014年10月 - 2017年12月）

## ネット局と放送時間
- 番組終盤の20:54 - 21:00はローカルセールス枠のため、フジテレビ以外の通常時フルネット局でも臨時に末尾6分除く同時ネットとなる一方、通常時末尾6分除く同時ネット局でも臨時フルネットで放送する場合があった。
- 19:00開始の2時間スペシャル以外の拡大版を行う場合は番組末尾6分の飛び降り時刻は臨時に変更していた。

| 放送対象地域   | 放送局                    | 系列                                         | 放送時間（日本標準時） | ネット状況                   |
| -------------- | ------------------------- | -------------------------------------------- | ---------------------- | ---------------------------- |
| 関東広域圏     | フジテレビ（CX）          | フジテレビ系列                               | 月曜 20:00 - 21:00     | 【制作局】                   |
| 岩手県         | 岩手めんこいテレビ（mit） | フジテレビ系列                               | 月曜 20:00 - 21:00     | フルネット                   |
| 秋田県         | 秋田テレビ（AKT）         | フジテレビ系列                               | 月曜 20:00 - 21:00     | フルネット                   |
| 福島県         | 福島テレビ（FTV）         | フジテレビ系列                               | 月曜 20:00 - 21:00     | フルネット                   |
| 岡山県・香川県 | 岡山放送（OHK）           | フジテレビ系列                               | 月曜 20:00 - 21:00     | フルネット                   |
| 福岡県         | テレビ西日本（TNC）       | フジテレビ系列                               | 月曜 20:00 - 21:00     | フルネット                   |
| 佐賀県         | サガテレビ（STS）         | フジテレビ系列                               | 月曜 20:00 - 21:00     | フルネット                   |
| 鹿児島県       | 鹿児島テレビ（KTS）       | フジテレビ系列                               | 月曜 20:00 - 21:00     | フルネット                   |
| 北海道         | 北海道文化放送（uhb）     | フジテレビ系列                               | 月曜 20:00 - 20:54     | 同時ネット （20:54飛び降り） |
| 宮城県         | 仙台放送（OX）            | フジテレビ系列                               | 月曜 20:00 - 20:54     | 同時ネット （20:54飛び降り） |
| 山形県         | さくらんぼテレビ（SAY）   | フジテレビ系列                               | 月曜 20:00 - 20:54     | 同時ネット （20:54飛び降り） |
| 新潟県         | NST新潟総合テレビ（NST）  | フジテレビ系列                               | 月曜 20:00 - 20:54     | 同時ネット （20:54飛び降り） |
| 長野県         | 長野放送（NBS）           | フジテレビ系列                               | 月曜 20:00 - 20:54     | 同時ネット （20:54飛び降り） |
| 静岡県         | テレビ静岡（SUT）         | フジテレビ系列                               | 月曜 20:00 - 20:54     | 同時ネット （20:54飛び降り） |
| 富山県         | 富山テレビ（BBT）         | フジテレビ系列                               | 月曜 20:00 - 20:54     | 同時ネット （20:54飛び降り） |
| 石川県         | 石川テレビ（ITC）         | フジテレビ系列                               | 月曜 20:00 - 20:54     | 同時ネット （20:54飛び降り） |
| 福井県         | 福井テレビ（FTB）         | フジテレビ系列                               | 月曜 20:00 - 20:54     | 同時ネット （20:54飛び降り） |
| 中京広域圏     | 東海テレビ（THK）         | フジテレビ系列                               | 月曜 20:00 - 20:54     | 同時ネット （20:54飛び降り） |
| 近畿広域圏     | 関西テレビ（KTV）         | フジテレビ系列                               | 月曜 20:00 - 20:54     | 同時ネット （20:54飛び降り） |
| 島根県・鳥取県 | さんいん中央テレビ（TSK） | フジテレビ系列                               | 月曜 20:00 - 20:54     | 同時ネット （20:54飛び降り） |
| 広島県         | テレビ新広島（tss）       | フジテレビ系列                               | 月曜 20:00 - 20:54     | 同時ネット （20:54飛び降り） |
| 愛媛県         | テレビ愛媛（EBC）         | フジテレビ系列                               | 月曜 20:00 - 20:54     | 同時ネット （20:54飛び降り） |
| 高知県         | 高知さんさんテレビ（KSS） | フジテレビ系列                               | 月曜 20:00 - 20:54     | 同時ネット （20:54飛び降り） |
| 長崎県         | テレビ長崎（KTN）         | フジテレビ系列                               | 月曜 20:00 - 20:54     | 同時ネット （20:54飛び降り） |
| 熊本県         | テレビくまもと（TKU）     | フジテレビ系列                               | 月曜 20:00 - 20:54     | 同時ネット （20:54飛び降り） |
| 宮崎県         | テレビ宮崎（UMK）         | フジテレビ系列 日本テレビ系列 テレビ朝日系列 | 月曜 20:00 - 20:54     | 同時ネット （20:54飛び降り） |
| 沖縄県         | 沖縄テレビ（OTV）         | フジテレビ系列                               | 月曜 20:00 - 20:54     | 同時ネット （20:54飛び降り） |
| 青森県         | 青森テレビ（ATV）         | TBS系列                                      | 月曜 15:55 - 16:50     | 遅れネット                   |
| 大分県         | テレビ大分（TOS）         | 日本テレビ系列 フジテレビ系列                | 金曜 19:00 - 20:00     | 遅れネット                   |
| 山口県         | テレビ山口（tys）         | TBS系列                                      | 土曜 11:59 - 13:00     | 遅れネット                   |

### 放送時間の変遷
| 期間       | 期間      | 制作局での放送時間（日本標準時） |
| ---------- | --------- | -------------------------------- |
| 2014.10.20 | 2015.3.23 | 月曜 20:00 - 20:54（54分）       |
| 2015.4.6   | 2018.3.26 | 月曜 19:57 - 20:54（57分）       |
| 2018.4.16  | 2018.9.24 | 月曜 19:57 - 21:00（63分）       |
| 2018.10.15 | 2022.3.14 | 月曜 20:00 - 21:00（60分）       |

## 関連作品

### コミック
『胸キュンスカッと』の一部エピソードが小山るんちと文月ミツカの作画によりコミック化されフジテレビオンデマンドにて2016年より配信、扶桑社から書籍化されている。
1. 2016年9月13日 ISBN 978-4-594-61111-8
2. 2017年2月21日 ISBN 978-4-594-61147-7
3. 〜先輩に胸キュン編〜 2017年7月3日 ISBN 978-4-594-61174-3
4. 〜真冬の熱い恋編〜 2017年12月1日 ISBN 978-4-594-61222-1
5. 〜恋の春風編〜 2018年3月12日 ISBN 978-4-594-61250-4
6. 〜運命の夏恋編〜 2018年6月25日 ISBN 978-4-594-61282-5
7. 〜せつない初恋編〜 2018年11月20日 ISBN 978-4-594-61334-1
8. 〜届け!この想い編〜 2019年1月28日 ISBN 978-4-594-61371-6
9. 〜幼なじみとの恋編〜 2019年5月27日 ISBN 978-4-594-61412-6

### ノベライズ
2017年9月22日に柴野理奈子/百瀬しのぶ著、たら実/くろでこ絵により集英社みらい文庫から刊行された。2019年10月29日に百瀬しのぶ著のファミリースカッとの作品を扶桑社から刊行された。
1. 胸キュンスカッと ノベライズ〜ありのままの君が好き〜 2017年9月22日 ISBN 978-4-08-321397-7
2. 胸キュンスカッと ノベライズ〜誰よりも一番、君が好き〜 2018年5月24日 ISBN 978-4-08-321440-0
3. 胸キュンスカッと ノベライズ〜今この瞬間、君が好き～ 2018年11月22日 ISBN 978-4-08-321474-5
4. 胸キュンスカッと ノベライズ〜泣きたいくらい君が好き〜 2019年2月22日 ISBN 978-4-08-321490-5
5. スカッとジャパン ノベライズ 傑作選〜涙の数だけハッピーエンド〜 2019年7月19日 ISBN 978-4-08-321517-9
6. いつもあなたがそばにいる～涙があふれる家族の感動実話～ 2019年10月29日 ISBN 978-4-59-408320-5
7. 胸キュンスカッと ノベライズ～昨日よりも今日の君が好き～ 2020年1月24日 ISBN 978-4-08-321554-4
8. スカッとジャパン ノベライズ～イケメン神対応～ 2020年6月26日 ISBN 978-4-08-321586-5

### CDアルバム
2017年より「胸キュンスカッと」の劇中歌を集めた以下のコンピレーションアルバムを発売。
2017年7月5日に『ずっと好きでした。 presented by 胸キュンスカッと』を発売。計15曲収録。ジャケット・ブックレットには清原果耶、甲斐翔真を起用。2017年12月16日〜2018年2月末出荷分は冬服の写真を用いた「冬恋スペシャルパッケージ」として発売された。
2019年4月24日には第2弾『あの日、恋をしました。presented by 胸キュンスカッと』を発売。ジャケット・ブックレットには山田杏奈、細田佳央太を起用。
| 通算                                  | タイトル                                             | 発売日                                | 最高位                                | 規格品番                              | 販売形態                              | 収録曲/歌手 |                                       |
| ソニー・ミュージックレコーズ レーベル | ソニー・ミュージックレコーズ レーベル                | ソニー・ミュージックレコーズ レーベル | ソニー・ミュージックレコーズ レーベル | ソニー・ミュージックレコーズ レーベル | ソニー・ミュージックレコーズ レーベル | ソニー・ミュージックレコーズ レーベル | ソニー・ミュージックレコーズ レーベル |
| ------------------------------------- | ---------------------------------------------------- | ------------------------------------- | ------------------------------------- | ------------------------------------- | ------------------------------------- | --- | ------------------------------------- |
| 1                                     | ずっと好きでした。 presented by 胸キュンスカッと     | 2017年 7月5日                         | 13位                                  | SRCL-9459                             | CD                                    | 1. 若者のすべて / フジファブリック 2. No way / Czecho No Republic 3. SUMMER SONG / YUI 4. 441 / miwa 5. Girl / 秦基博 6. わたし / SUPER BEAVER 7. いいの / Anly 8. Sakura / レミオロメン 9. Lovers / sumika 10. ビューティフルドリーマー / フラワーカンパニーズ 11. 恋のコード / CHiCO with HoneyWorks 12. 小さな声 / Iris 13. 燃えるような恋じゃないけど / 鶴 14. 会いにゆく / Little Glee Monster 15. Overflows 〜言葉にできなくて〜 / ナオト・インティライミ          |                                       |
| 2                                     | あの日、恋をしました。 presented by 胸キュンスカッと | 2019年 4月24日                        | 151位                                 | SRCL-11089                            | CD                                    | 1. 3つの約束 / miwa 2. いこう / いきものがかり 3. 夏空 / Galileo Galilei 4. 猫 / DISH// 5. オーケストラ / BiSH 6. 夢で会えたら / the quiet room 7. 天地ガエシ / NICO Touches the Walls 8. なんでもねだり / KANA-BOON 9. DOKI DOKI / PUFFY 10. 感情電車 / 私立恵比寿中学 11. キミノ言葉デ / C&K 12. Singin’ for you / noovy 13. 僕らの永遠〜何度生まれ変わっても、手を繋ぎたいだけの愛だから〜 / WEAVER 14. クライベイビー / きのこ帝国 15. 茜色の夕日 / フジファブリック |                                       |